# Femmen
Femmen är en sjö i Hylte kommun och Ljungby kommun i Småland och ingår i Fylleåns huvudavrinningsområde. Sjön har en area på 0,929 kvadratkilometer och ligger 148,1 meter över havet. Sjön avvattnas av vattendraget Fylleån. Vid provfiske har abborre, braxen och mört fångats i sjön.

## Delavrinningsområde
Femmen ingår i det delavrinningsområde (630748-134906) som SMHI kallar för Utloppet av Femmen. Medelhöjden är 157 meter över havet och ytan är 6,08 kvadratkilometer. Räknas de 8 avrinningsområdena uppströms in blir den ackumulerade arean 47,18 kvadratkilometer. Avrinningsområdets utflöde Fylleån mynnar i havet. Avrinningsområdet består mestadels av skog (69 procent) och sankmarker (12 procent). Avrinningsområdet har 0,91 kvadratkilometer vattenytor vilket ger det en sjöprocent på 15 procent.